# Fife (Washington)
Fife è una città degli Stati Uniti, situata nella contea di Pierce, nello Stato di Washington.

## Geografia fisica
Le coordinate geografiche della città sono 47°14′04″N 122°21′35″W (47.234439 -122.359690). Fife ha una superficie di 14.7 km², di cui 14,4 coperti da terra e 0,3 coperti d'acqua. Le città limitrofe sono: Tacoma, Puyallup, Edgewood, Midland, Waller e Summit. Fife è situata a 7 m s.l.m.

## Società

### Evoluzione demografica
Secondo il censimento del 2000, Fife contava 4.784 abitanti e 2.111 famiglie. La densità di popolazione era di 325,44 abitanti per chilometro quadrato. Le unità abitative erano 2.232, con una media di 151,83 per chilometro quadrato. La composizione razziale contava il 68,62% di bianchi, il 6,81% di afroamericani, il 4,14% di nativi americani, il 6,50% di asiatici e il 6,94% di altre razze. Gli ispanici e latini erano il 13,55% della popolazione. Il 32,4% delle famiglie erano coppie sposate che vivono insieme.
Il 25,8% della popolazione aveva meno di 18 anni, il 14,4% aveva tra i 18 e i 24 anni, il 34,9% aveva tra i 25 e i 44 anni, il 17,3% aveva tra i 45 e i 64 anni e il 7,5% aveva più di 65 anni. L'età media della popolazione era di 29 anni. Per ogni 100 donne c'erano 106,7 uomini. Il reddito mediano per una famiglia era di $31.806. Gli uomini avevano un reddito di $30.963, mentre le donne di $25.101. Circa il 12,6% delle famiglie e il 14,9% della popolazione era al di sotto della soglia di povertà.
| Anno | Abitanti |
| ---- | -------- |
| 1960 | 1.463    |
| 1970 | 1.458    |
| 1980 | 1.823    |
| 1990 | 3.864    |
| 2000 | 4.784    |